# DiSEqC

DISEqC logo

DiSEqC (/ˈdaɪsɛk, daɪˈsɛksi/; скорочення від англ. Digital Satelite Equipment Control — контроль цифрового супутникового обладнання або цифровий контроль супутникового обладнання) — протокол комунікації між супутниковим ресивером та пристроями на іншому боці високочастотного кабелю — такими як комутатор (мультісвітч), актуатор, антенний мотопідвіс. DiSEqC був розроблений Європейським сателітом провайдером Eutelsat, який є стандартом для протоколу.
Технічно реалізується як кодова послідовність імпульсів модульованих частотою 22 кГц амплітудою 0,5–1 В.
Таблиця що показує різницю між DiSEqC версіями:
|                     | 1.0 switch | 1.1 switch | 1.2 motor | 2.0 switch | 2.1 switch | 2.2 motor | 3.0 receiver | 3.0 antenna-side |
| ------------------- | ---------- | ---------- | --------- | ---------- | ---------- | --------- | ------------ | ---------------- |
| 1.0 receiver        | Так        | Ні         | Ні        | Так        | Ні         | Ні        | Так          | Ні               |
| 1.1 receiver        | Так        | Так        | Ні        | Так        | Так        | Ні        | Так          | Ні               |
| 1.2 receiver        | Так        | Так        | Так       | Так        | Так        | Так       | Так          | Ні               |
| 2.0 receiver        | Так        | Ні         | Ні        | Так        | Ні         | Ні        | Так          | Ні               |
| 2.1 receiver        | Так        | Так        | Ні        | Так        | Так        | Ні        | Так          | Ні               |
| 2.2 receiver        | Так        | Так        | Так       | Так        | Так        | Так       | Так          | Ні               |
| 3.0 broadcast house | Ні         | Ні         | Ні        | Ні         | Ні         | Ні        | Так          | Так              |
| 3.0 antenna-side    | Так        | Так        | Так       | Так        | Так        | Так       | Так          | Так              |

## Див.також
- Супутниковий конвертер
- USALS
- Мультіфід